# Скаршевы (гмина)
Скаршевы (пол. Skarszewy) — городско-сельская гмина (волость) в Польше, входит как административная единица в Старогардский повет, Поморское воеводство. Население — 13 906 человек (на 2004 год).

## Демография
| Перепись                       | Всего   | Всего | Женщины | Женщины | Мужчины | Мужчины |
| ------------------------------ | ------- | ----- | ------- | ------- | ------- | ------- |
| Единицы                        | человек | %     | человек | %       | человек | %       |
| Население                      | 13 906  | 100   | 6999    | 50,3    | 6907    | 49,7    |
| Плотность населения (чел./км²) | 81,9    | 81,9  | 41,2    | 41,2    | 40,7    | 40,7    |

## Соседние гмины
1. Гмина Линево
2. Гмина Нова-Карчма
3. Гмина Пшивидз
4. Гмина Стара-Кишева
5. Гмина Старогард-Гданьски
6. Гмина Тчев
7. Гмина Тромбки-Вельке
8. Гмина Зблево